# Lotte Seyerl
Charlotte „Lotte“ Seyerl (* 1953 in Wien) ist eine österreichische Malerin und Vertreterin der Neuen Gegenständlichkeit.
Sie lehrte von 1999 bis 2018 am Institut für Bildende Kunst an der Universität für angewandte Kunst Wien.

## Leben
Lotte Seyerl studierte von 1971 bis 1976 an der Akademie der bildenden Künste Wien an der Meisterschule für Malerei bei Walter Eckert.
Sie lebt als freischaffende Malerin in Wien, Niederösterreich und Tirol, 1988 vorübergehend in Berlin.
Von 1983 bis 1992 kuratierte sie Projekte, unter anderem Donauinsel, in der Galerie Springfeld, Berlin (1988), Guerilla Girls/New York in der Kunsthalle Exnergasse, Wien (1991), Art Slide Peep Show für die Intakt im WUK, Wien (1991), TON&TON, Kunst-Wissenschaft im Ökologieinstitut, Wien (1991), Vakuum limited Edition (1990), Vienna Express im Manhattan Graphics Center, New York (1998), SilvrettAtelier im Haus Wittgenstein, Wien (2001).
Seit 1986 ist Lotte Seyerl Mitglied der Wiener Secession.

## Ausstellungen (Auswahl)
- 2022	Resources Power Respect, Kunstverein, Baden
- 2022	Betwixed and Between, Ausstellungsbrücke, Sankt Pölten
- 2021	BLICK, Galerie Thomas Flora, Innsbruck
- 2020	BLICK, INSEL, Retz
- 2019	BLICK, Buchpräsentation und Lesung, PARK, Wien
- 2018	Gut Gasteil, Prigglitz
- 2018	ES GIBT KEIN WORT, UM KEIN BILD ZU SAGEN, Niederösterreichisches Dokumentationszentrum, Sankt Pölten[2]
- 2017	VIELES UND NOCH MEHR, Art Depot, Innsbruck[3]
- 2017	FUROR COLLEGENDI für Anton Gugg, Stadtgalerie Salzburg
- 2016	ART INNSBRUCK, Art Depot, Innsbruck[4]
- 2016	WIR SIND WIEN, Festival, BasisKulturWien
- 2016	VON ZWEI SEITEN – AUF ZWEI SEITEN, Städtische Galerie im Park Viersen (D)[5]
- 2015	WORTBILDWECHSEL, Verlag Bibliothek der Provinz, Schloss Raabs[6]
- 2014	VERDACHT AUF MALEREI, Kunst im Gartenhaus Nußdorf
- 2014	POSEN, Gut Gasteil, Prigglitz
- 2014	ARBEITEN AUF PAPIER, Galerie Thomas Flora, Innsbruck
- 2011	VIENNAFAIR, Galerie Ulrike Hrobsky, Wien
- 2010	VERDACHT AUF MALEREI, Art Depot, Innsbruck Wien[7]
- 2010	PONTAULT-COMBAULT, Galerie Ulrike Hrobsky, Wien[8]
- 2009	SO NAH SO FREMD, Gut Gasteil, Prigglitz
- 2009	Galerie Alte Lateinschule, Viersen (D)
- 2009	RANDGEBIETE, Art Room Würth
- 2007	URBAN LAY-OUT, Garagengalerie Mönchsberg, Salzburg
- 2006	VOR ORT, Chelsea Galerie, Laufen (CH)[9]
- 2005 	ART Karlsruhe, One-man-show, Galerie Ulrike Hrobsky
- 2004	ROSEN, MIMOSEN, HERBSTZEITLOSEN, Kunsthalle Krems, Stiftung Woerlen, Passau (D)
- 1996	Galerie Eboran, Salzburg
- 1995	Blau Gelbe Galerie – Niederösterreichisches Landesmuseum, Wien
- 1992	BALANCEAKTE, Kunsthalle Krems
- 1992	Galerie M +, Bratislava (SK)
- 1992	AUTONOMIA, Sala de Exposiciones, Madrid (E)
- 1991	Galerie Altnöder, Salzburg
- 1989	Künstlerhaus, Salzburg
- 1988	Galerie Springfeld, Berlin (D)
- 1986	Galerie Ariadne, Wien
- 1986	Steirischer Herbst, Graz
- 1986	Junge Szene, Secession, Wien
- 1984	IDENTITÄTSBILDER, Secession, Wien

## Auszeichnungen
- 2007	Nominierung zum Georg Eisler-Preis (Kunstforum Wien)
- 1994	Förderungspreis des Landes Niederösterreich
- 1984	Preis der Wiener Festwochen
- 1988	Anerkennungspreis des Landes Niederösterreich
- 1973	Füger-Preis